# Peter Lorre

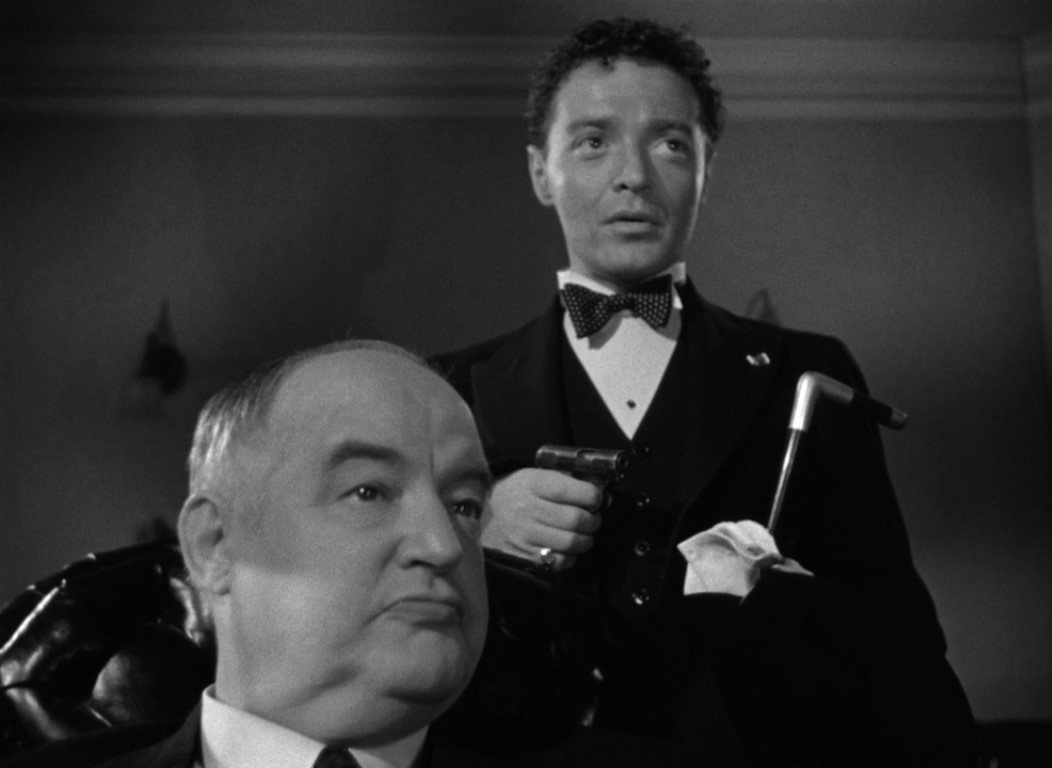
Sydney Greenstreet och Peter Lorre (till höger) i Riddarfalken från Malta (1941).

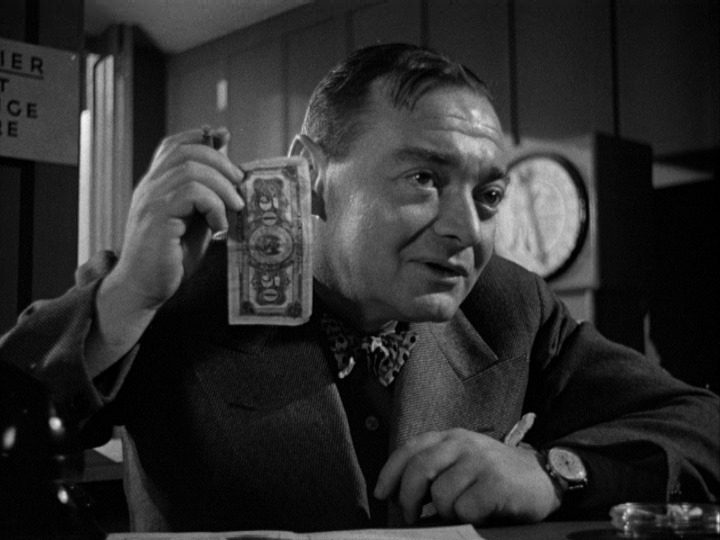
Lorre i kriminalfilmen Gungfly (1950).

Peter Lorre, ursprunglig László Löwenstein, född 26 juni 1904 i Rózsahegy i Österrike-Ungern (nuvarande Ružomberok i Slovakien), död 23 mars 1964 i Los Angeles i Kalifornien, var en österrikisk-amerikansk skådespelare. Lorre inledde sin skådespelarkarriär i Wien innan han flyttade till Tyskland, där han först verkade på scen, sedan på film i Berlin under det sena 1920- och tidiga 1930-talet. Lorre blev internationellt känd med den tyska filmen M (1931), i regi av Fritz Lang, där han gestaltade en seriemördare som riktar in sig på små flickor.
Lorre lämnade Tyskland när Adolf Hitler kom till makten. Hans första engelskspråkiga film var Alfred Hitchcocks Mannen som visste för mycket (1934) som spelades in i Storbritannien. Han slog sig så småningom ner i Hollywood, han kom där att medverka i flera kriminal- och mysteriefilmer. I hans tidiga amerikanska filmer, Mad Love (1935) och Raskolnikov (1935), fortsatte han att spela mördare, men sedan fick han rollen som Mr. Moto, den japanska detektiven, i en serie B-filmer. Mellan 1941 och 1946 arbetade han främst för Warner Bros. Hans första film för Warner var Riddarfalken från Malta (1941), vilken inledde en serie filmer där han spelade mot Humphrey Bogart och Sydney Greenstreet. Denna följdes av Casablanca (1942), den andra av nio filmer där Lorre och Greenstreet medverkade tillsammans. Bland Lorres övriga filmer märks Frank Capras Arsenik och gamla spetsar (1944) och Disneys En världsomsegling under havet (1954). Då Lorre ofta blev typecastad som ondskefull utlänning, blev hans senare karriär oregelbunden. Han var den första skådespelaren ut att spela en James Bond-skurk i rollen som Le Chiffre i en tv-version av Casino Royale (1954). Några av hans sista roller var i skräckfilmer regisserade av Roger Corman, däribland Korpen (1963).

## Biografi
Peter Lorre växte upp i en tyskspråkig judisk familj. Han var banktjänsteman till yrket men lärde sedan till skådespelare i Wien och gjorde sin scendebut i Zürich. Vid 21 års ålder flyttade han till Berlin där han arbetade som teaterskådespelare.
Peter Lorre blev känd i rollen som barnamördaren i Fritz Langs film M (1931). Efter nazisternas maktövertagande 1933 flyttade han från Tyskland, först till Paris och sedan till London där han bland annat medverkade i två tidiga Alfred Hitchcock-filmer, Mannen som visste för mycket (1934) och Spioner i hälarna (1936). Han kom sedan till Hollywood, där han fick spela brottslingar i många filmer. Under 1930-talet spelade han dock också den japanske detektiven Mr. Moto i åtta filmer. Hans mest kända roller i Hollywoodfilmer är i Riddarfalken från Malta (1941) och Casablanca (1942). Mot slutet av sin karriär medverkade han i några skräckfilmer tillsammans med Vincent Price.
Lorre var gift först med Celia Lovsky 1934 – 13 mars 1945 och en andra gång med Kaaren Verne 25 maj 1945 – 1950 och en tredje gång med Annemarie Brenning från den 21 juli 1953 fram till sin död; i detta äktenskap föddes en dotter 1953.
Peter Lorre avled av en stroke 1964. Han är begravd på Hollywood Forever Cemetery i Hollywood. 

## Filmografi i urval
- 1931 – M
- 1934 – Mannen som visste för mycket
- 1935 – Raskolnikov
- 1935 – Mad Love
- 1936 – Spioner i hälarna
- 1937 – Think Fast, Mr. Moto
- 1937 – Thank You, Mr. Moto
- 1938 – Mr Moto
- 1940 – Mordet i tredje våningen
- 1941 – Gangsterrazzia
- 1941 – De möttes i Bombay
- 1941 – Riddarfalken från Malta
- 1942 – The Boogie Man Will Get You
- 1942 – Casablanca
- 1943 – Alla himlar öppna sig
- 1943 – Komplott i Ankara
- 1944 – Storsvindlaren Dimitrios
- 1944 – Arsenik och gamla spetsar
- 1944 – På väg mot Marseille
- 1945 – Hotel Berlin
- 1945 – Konspiratörer
- 1946 – 3 främlingar
- 1946 – Flykten till Havanna
- 1946 – Svarta handsken
- 1947 – Åh, en sån deckare!
- 1949 – Glödande sand
- 1950 – Gungfly
- 1951 – Främlingen i natten
- 1953 – Skälmarnas marknad
- 1954 – Casino Royale
- 1954 – En världsomsegling under havet
- 1956 – Jorden runt på 80 dagar
- 1957 – The Buster Keaton Story
- 1957 – Silkesstrumpan
- 1957 – The Story of Mankind
- 1957 – Mannen som inte kunde skratta
- 1959 – Big Circus
- 1960 – Alfred Hitchcock presenterar (TV-serie)
- 1961 – SOS! Jorden brinner!
- 1960 – Rawhide (TV-serie)
- 1960 – Scent of Mystery
- 1962 – En studie i skräck
- 1963 – Komedi i skräck
- 1963 – Korpen